# Heliophorus sena
Heliophorus sena är en fjärilsart som beskrevs av Vincenz Kollar 1844. Heliophorus sena ingår i släktet Heliophorus och familjen juvelvingar. Inga underarter finns listade i Catalogue of Life.

## Bildgalleri

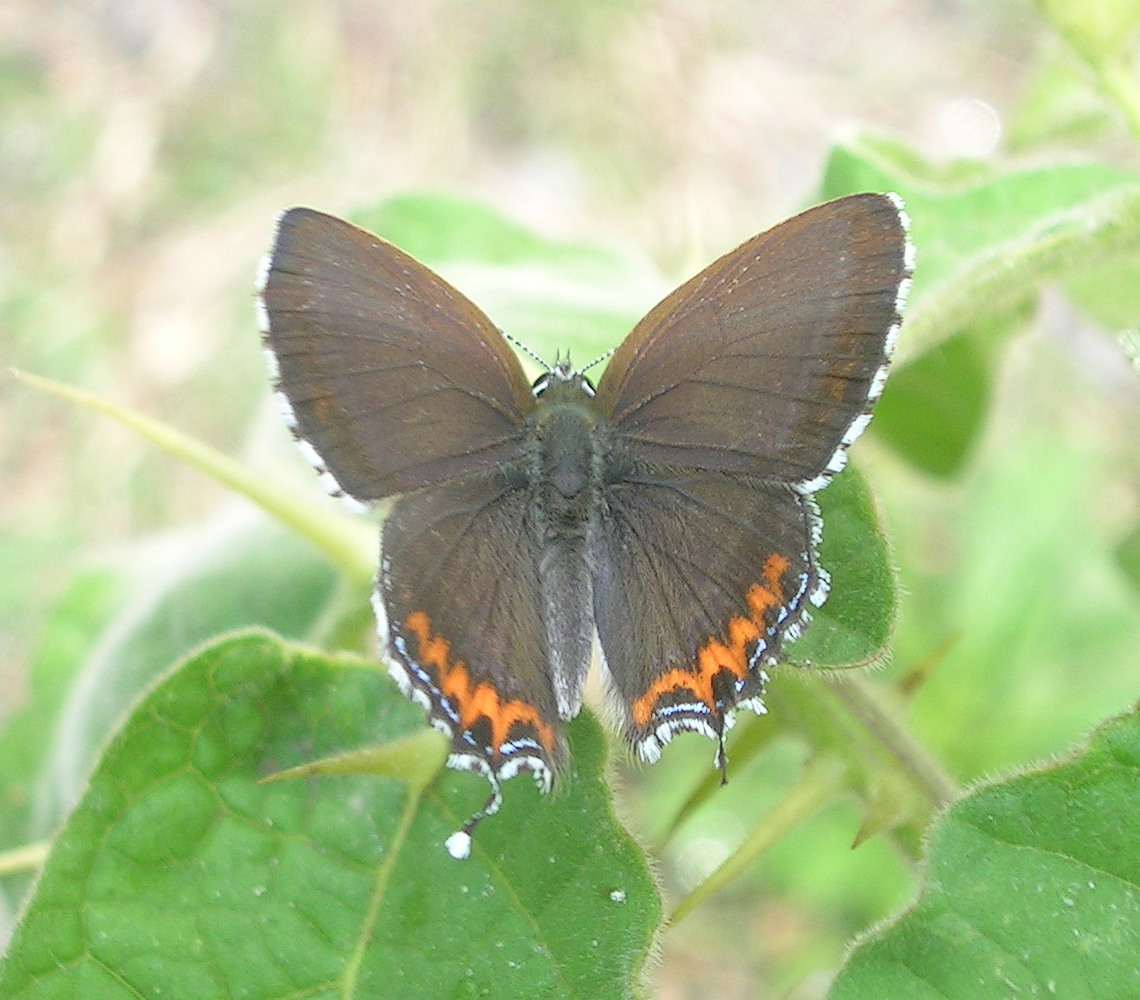